# Oncholaimus vanderlandi
Oncholaimus vanderlandi is een rondwormensoort uit de familie van de Oncholaimidae. De wetenschappelijke naam van de soort is voor het eerst geldig gepubliceerd in 1973 door Loof.